# Jefferson-Lee Joseph
Paulin Riva, född 29 augusti 2002, är en fransk rugbyspelare. Han ingick i det franska lag som tog guld i sjumannarugby vid OS 2024 i Paris.